# Charlottenburg-Wilmersdorf
Charlottenburg-Wilmersdorf – czwarty okręg administracyjny (Verwaltungsbezirk) Berlina. Liczy ponad 300 000 mieszkańców. Powstał w 2001 z połączenia dwóch okręgów administracyjnych Berlina Zachodniego: Charlottenburga i Wilmersdorfu. Siedziba administracji okręgu znajduje się w ratuszu Charlottenburg.
Ten okręg zaliczany jest do okręgów mieszczańskich i charakteryzuje się drugą po okręgu Steglitz-Zehlendorf kulturą społeczną.

## Geografia
Obszar wokół Kurfürstendamm określa się jako City West i tak jak historyczne centrum Berlina w dzielnicy Mitte posiada funkcje typowe dla centrum miasta. Warto wspomnieć, że w tym okręgu administracyjnym znajduje się wiele instytucji kulturalnych i społecznych. Przykładami mogą być: Uniwersytet Techniczny (Technische Universität Berlin), Uniwersytet Sztuki (Universität der Künste), Opera Niemiecka (Deutsche Oper Berlin), Stadion Olimpijski (Olympiastadion), Pałac Charlottenburg (Schloss Charlottenburg) oraz Targi Berlińskie (Berliner Messe).

## Podział administracyjny
W skład okręgu administracyjnego wchodzi siedem dzielnic (Ortsteil):
| Dzielnice | Powierzchnia w kilometrach kwadratowych | Liczba mieszkańców | Liczba mieszkańców na kilometr kwadratowy | Położenie na mapie okręgu |
| --- | --------------------------------------- | ------------------ | ----------------------------------------- | ------------------------- |
| 0401 Charlottenburg - Altstadt Charlottenburg - Witzleben - Klausenerplatz - Kalowswerder - Lietzow - Okręg wyborczy 1 - Okręg wyborczy 4 | 10,60                                   | 126 800            | 11 962                                    |                           |
| 0402 Wilmersdorf - Güntzelkiez - Rheingauviertel - Künstlerkolonie - Okręg wyborczy 6 - Okręg wyborczy 7                                  | 7,16                                    | 100 114            | 13 982                                    |                           |
| 0403 Schmargendorf - Okręg wyborczy 7 | 3,59                                    | 21 258             | 5 921                                     |                           |
| 0404 Grunewald - Okręg wyborczy 5 | 22,30                                   | 10 530             | 472                                       |                           |
| 0405 Westend - Villenkolonie Westend - Neu-Westend - Pichelsberg - Ruhleben - Siedlung Eichkamp - Siedlung Heerstraße - Okręg wyborczy 2  | 13,50                                   | 41 352             | 3 063                                     |                           |
| 0406 Charlottenburg-Nord - Jungfernheide - Paul-Hertz-Siedlung - Plötzensee - Großsiedlung Siemensstadt - Okręg wyborczy 1                | 6,20                                    | 19 470             | 3 140                                     |                           |
| 0407 Halensee - Okręg wyborczy 5 | 1,27                                    | 14 827             | 11 675                                    |                           |

Obszar administracyjny jest zróżnicowany pod względem zasiedlenia. Składają się na niego takie dzielnice jak Wilmersdorf (siódmy w Berlinie pod względem zaludnienia), Charlottenburg i Halensee (w rankingu odpowiednio miejsca 11 i 12), a także dzielnica Grunewald, jedna z najrzadziej zasiedlonych obszarów w mieście. W Grunewaldzie, który zajmuje więcej niż 1/3 powierzchni dzielnicy, żyje jedynie 3% mieszkańców całego obszaru administracyjnego. Około 85% obszaru tej dzielnicy jest niezamieszkana. Jest to powierzchnia zajmowana przez Las Grunewald i zbiorniki wodne. Jedna trzecia liczby mieszkańców przypada na dzielnice Charlottenburg i Wilmersdorf. Halensee, po Hansaviertel w dzielnicy Mitte, jest najmniejszą dzielnicą w Berlinie, a Grunewald – największą.

## Ludność

Piramida wieku w dzielnicy Charlottenburg-Wilmersdorfs 2010 r.

Charlottenburg-Wilmersdorf zalicza się do mieszczańskich okręgów administracyjnych. 30 czerwca 2016 roku zamieszkiwany był przez 334 351 mieszkańców na powierzchni 64,7 kilometrów kwadratowych. Daje to zagęszczenie ludności na poziomie 5166 osób na kilometr kwadratowy. 31 grudnia 2012 odsetek obcokrajowców wynosił 20,2%, a udział mieszkańców z tłem migracyjnym – 36%. Stopa bezrobocia wyniosła 30 kwietnia 2013 10,7%. 31 grudnia 2012 średni wiek mieszkańca wyniósł 45,7 lat.

## Historia

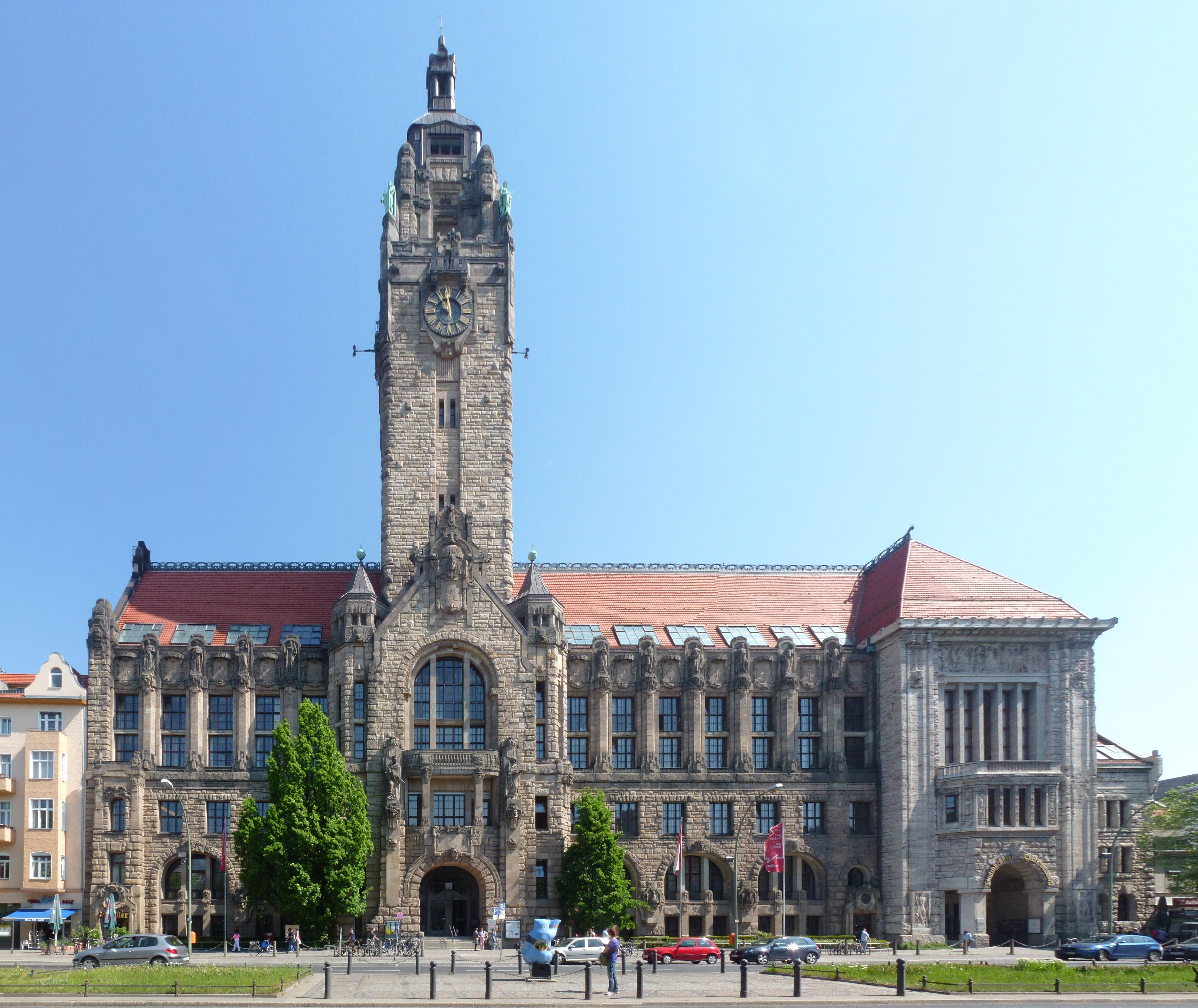
Historyczny Ratusz w Charlottenburgu jest miejscem urzędowania burmistrza okręgu Charlottenburg-Wilmersdorf

Dzielnica powstała 1 stycznia 2001 roku na skutek połączenia ówczesnych dzielnic Charlottenburg i Wilmersdorf. Obie znajdowały się wcześniej na terenie Berlina Zachodniego.
W roku 2004 dzielnica została przemianowana na obszar administracyjny.
25 maja 2009 okręgowi został nadany tytuł „Miejsce wielokulturowości” nadany przez rząd federalny.
Historyczny ratusz Charlottenburg jest obecnie siedzibą burmistrza dzielnicy Charlottenburg-Wilmersdorf.

### Dawna dzielnica Charlottenburg

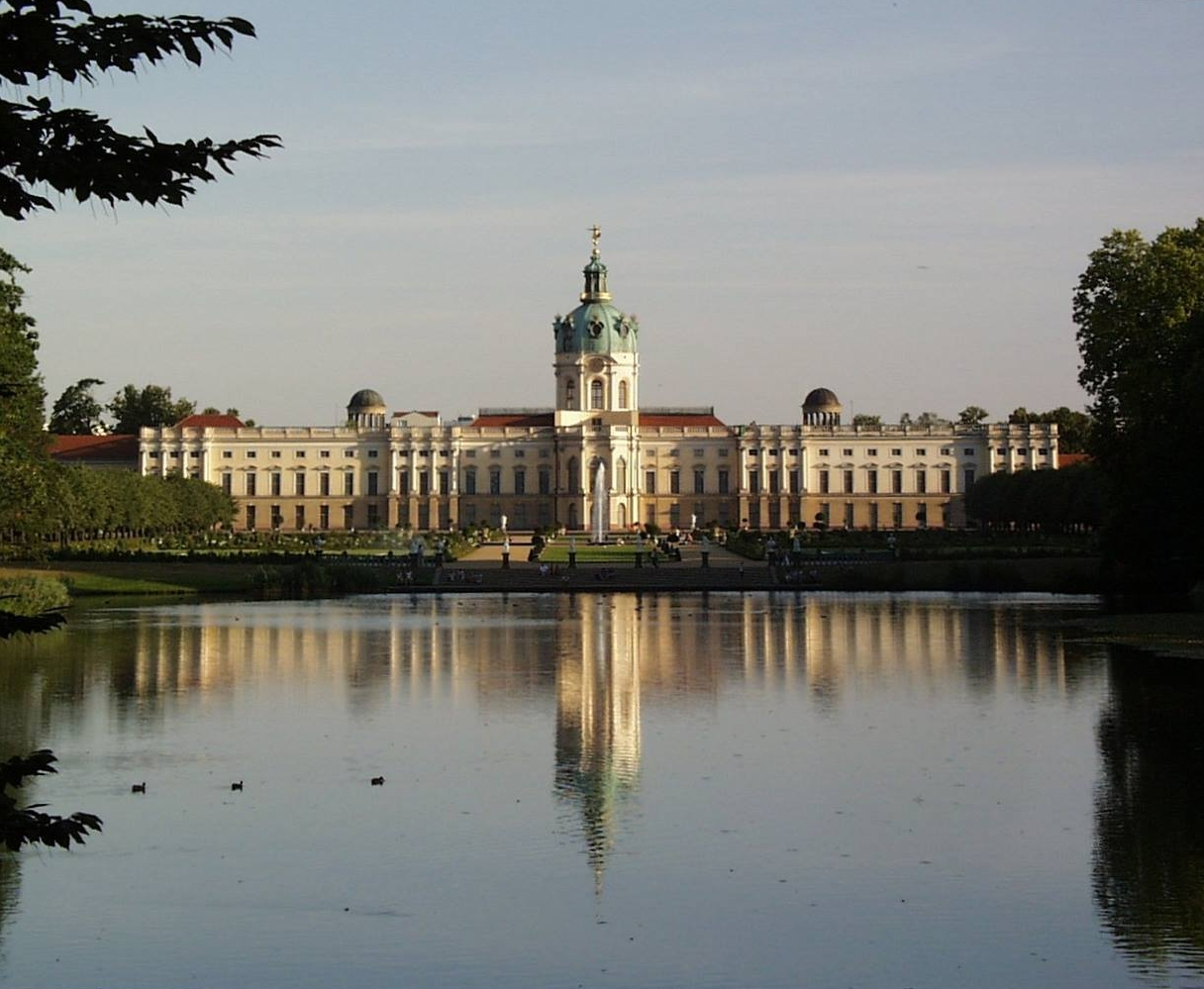
Pałac Charlottenburg

Wywodzi się z gminy Lietzenburg (pierwotnie: Lietzow), na której terytorium, za na polecenie Królowej Zofii Charlotty Hanowerskiej, został w 1705 roku wzniesiony zamek i założone miasto. Do czasu włączenia miasta w obszar Wielkiego Berlina Charlottenburg zaliczał się do najbogatszych miast w Prusach.
Po reformie administracyjnej ówczesna dzielnica Charlottenburg została podzielona na następujące części:
Część Charlottenburg obejmuje przede wszystkim historyczne stare miasto Charlottenburg z zamkiem o tej samej nazwie i byłą dzielnicę Zoo, dziś lepiej znaną jako City West, a w dwudziestoleciu międzywojennym nazywaną Nowym Zachodem. Także dziś okolice Dworca Zoo i Boulevard Kurfürstendamm mają funkcję centrum miasta dla wielu mieszkańców byłego Berlina Zachodniego.
Podczas II Wojny Światowej Charlottenburg został mocno zniszczony o czym przypomina Kościół Pamięci Cesarza Wilhelma. Mniejsze zniszczenia dotknęły północną i zachodnią część dzielnicy, dzięki czemu w Altstadt (stare miasto) i w Danckelmannkiez można zauważyć jej przedwojenny charakter.

#### Charlottenburg-Nord
Na północ od Charlottenburga został wydzielony w 2004 roku obszar Charlottenburg-Nord, który swoimi wielkimi zespołami mieszkaniowymi stanowił kontrast do historycznej części dawnego miasta. Jest tu również odczuwalna industrialna atmosfera północnych części Berlina. Obszar mieszkalny na tym terenie powstał po ii wojnie światowej jako reakcja na wszechobecny niedobór mieszkań na rynku.

#### Westend
Początkowo planowana jako kolonia willowa dla rozrastającego się Charlottenburga. Obecnie jest tu typowa dla Berlina Zachodniego mieszanka kamienic czynszowych i przedsiębiorstw. Z okazji Letnich Igrzysk Olimpijskich w 1936 roku zostało tu wybudowane wiele obiektów sportowych, które są użytkowane do dziś. Ciekawostką jest Corbusierhaus, wieżowiec zaprojektowany przez architektów Le Corbusier i wybudowany w 1957 roku w ramach Międzynarodowej Wystawy Budownictwa w tym samym roku.

### Dawna dzielnica Wilmersdorf

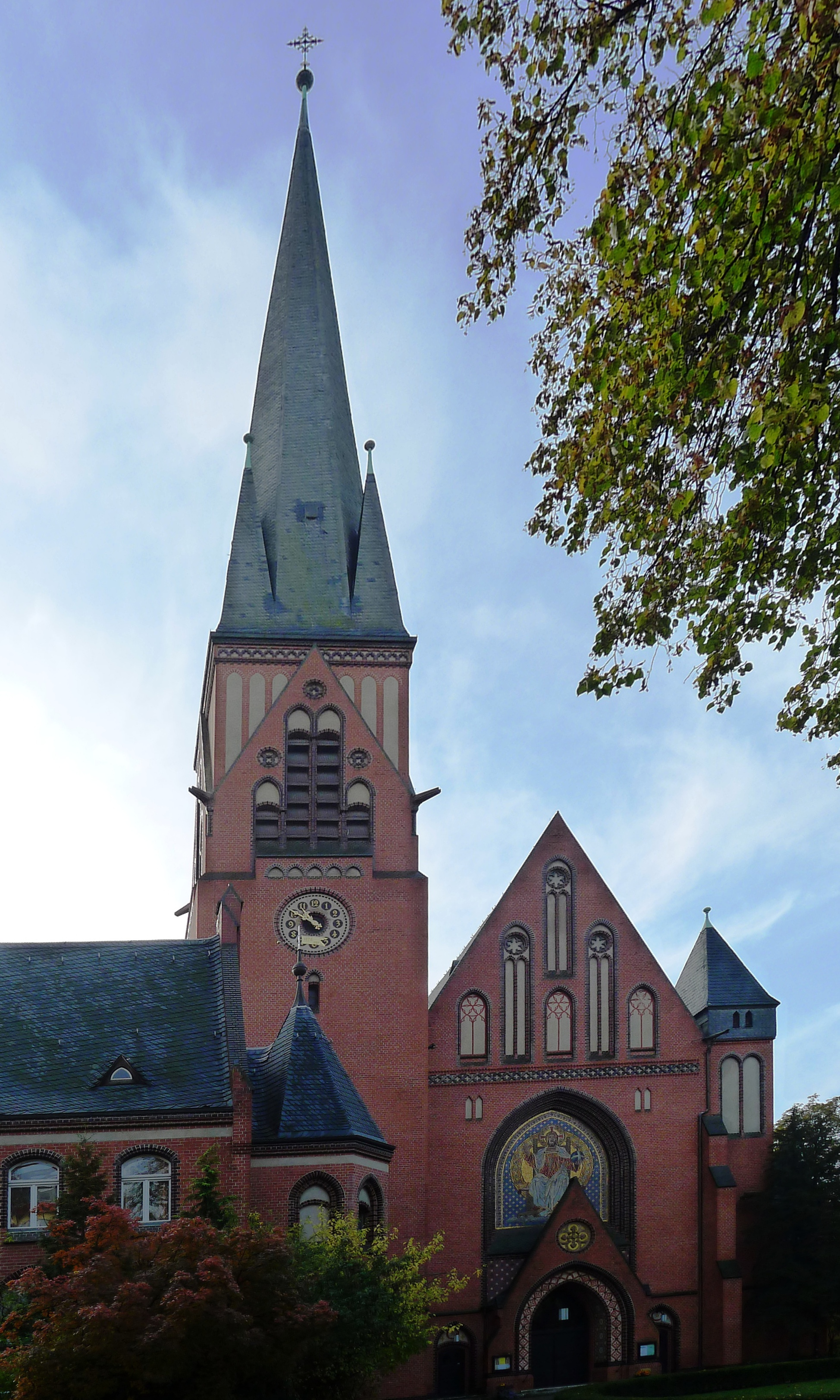
Auenkirche

Ta część miasta została założona w 1220 roku. W połowie XVIII w. pierwsi Berlińczycy wykupywali ziemię i budowali tam swoje letnie rezydencje przy dzisiejszej ulicy Wilhelmsaue. Pierwszego kwietnia 1907 Wilmersdorf został odłączony z okręgu Teltow i stał się samodzielną jednostką. Od 1912 nazywany Berlin-Wilmersdorf. Pierwszego czerwca 1920 roku został włączony w obszar Wielkiego Berlina.
Po reformie administracyjnej dawna dzielnica Wilmersdorf dzieli się na następujące części:

#### Wilmersdorf
Obecny obszar Wilmersdorfu składa się ze swojego dawnego centrum, tzw. „Carstenn-Figur”, wraz z historycznym układem ulic, z Bundesallee (do 1950 – Kaiserallee) i czterech punktów: Fasanenplatz, Nürnberger Platz, Prager Platz i Nikolsburger Platz. Wschodnia część Bunderallee została w czasie II wojny światowej mocno zniszczona, dlatego dawna struktura miasta jest ciężka do rozpoznania. Także zagospodarowanie przestrzenne w latach 60. i 70. mocno zniekształciło zamknięty obszar Wilmersdorwskiego Carstenn-Figur. Na wschodzie, w mniej zniszczonej części Bundesallee, symetria zespołu miejskiego została zachowana i widać ją na Fasanenplatz i Nikolsburger Platz.

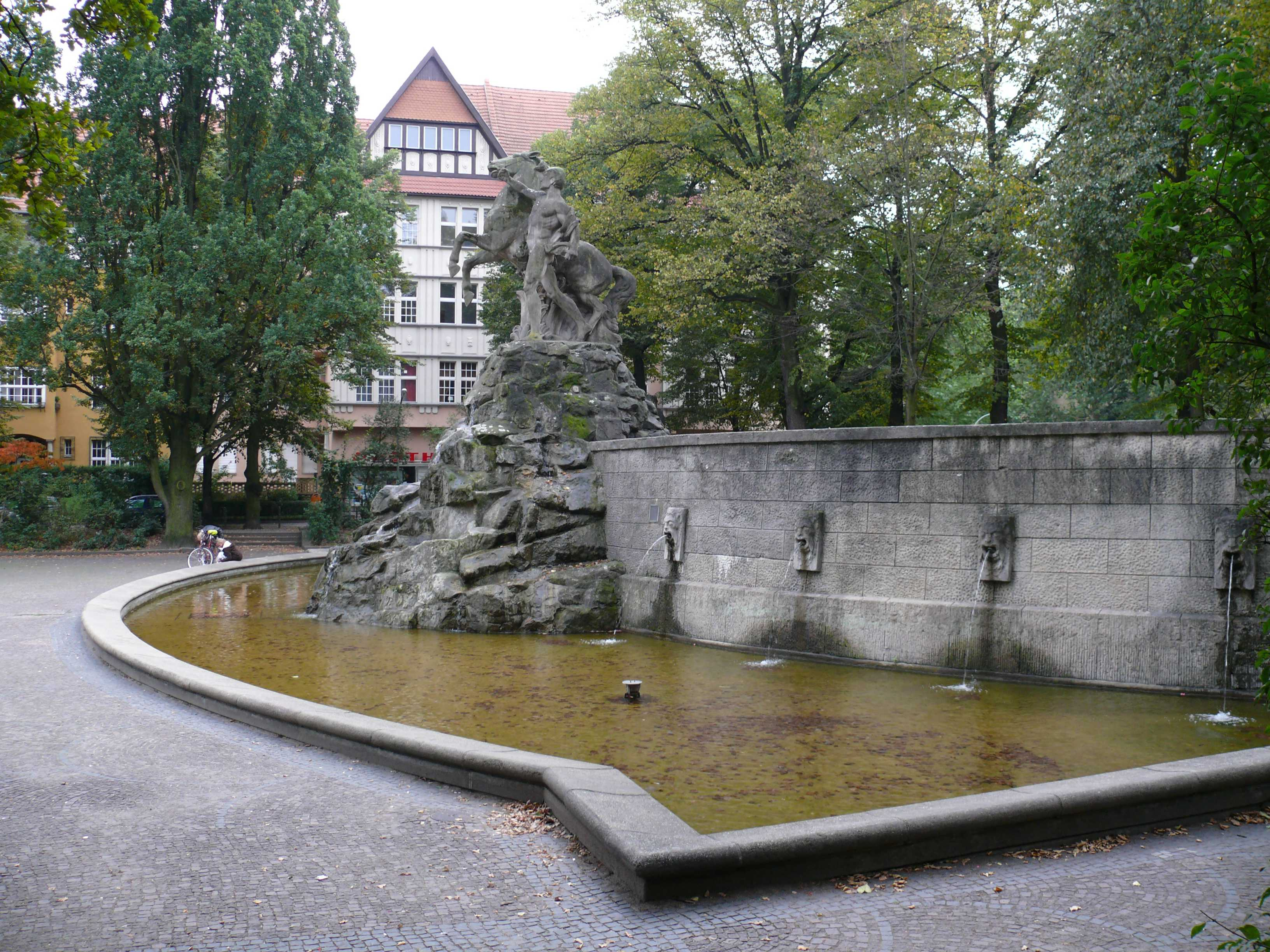
Rüdesheimer Platz

#### Rüdesheimer Platz
Od południa z dzielnicą Wilmersdorf, jednak będąca częścią okręgu administracyjnego o tej samej nazwie, znajduje się Rheingauviertel i Künstlerkolonie (pol. Kolonia Artystów). Rheingauviertel został stworzony krótko przed I wojną światową jako dzielnica dworków w angielskim stylu i do teraz jest w dużej mierze tak utrzymana. Künstlerkolonie z lat 20, XIX w. Wybudowana została dla artystów i pisarzy działających w Berlinie. Ona także zachowała swój styl do czasów obecnych.
Przed II wojną światową Wilmersdorf miał duży odsetek ludności pochodzenia żydowskiego. W 1933 roku, wynosił on 13,5%. Prawie 1/3 uczniów w szkołach wyższych miało pochodzenie żydowskie. Wiele Stolpersteinów w dzielnicy przypomina o ofiarach holokaustu.

#### Halensee
Nazwana tak samo jak jezioro, które jest położone w sąsiadującym Grunewaldzie. Początkowo było planowane jako kolonia willowa i dzielnica domów czynszowych o podwyższonym standardzie. W latach 20, XX w. osiedliło się tu wielu imigrantów z Rosji, którzy musieli opuścić swoją ojczyznę z powodu Rewolucji Październikowej. Zniszczenia wojenne dokonane podczas II wojny światowej dotknęły dzielnicę szczególnie mocno. Odbudowa zmieniła oblicze dzielnicy diametralnie. Początkowo powstało w niej wiele budynków socjalnych, później liczne biurowce i autostrada. Jej przebieg dzieli tą małą dzielnicę na dwie części, przez co ciężko odnaleźć jej przedwojenną atmosferę.

#### Schmargendorf
Pomiędzy AVUS-em i Grunewaldem leży Schmargendorf, który do dziś utrzymał swój małomiasteczkowy charakter i zachował historyczne centrum. Szczególnie młode pary upodobały sobie to miejsce i chętnie dochodzi do ślubów w starym ratuszu. Na ulicy Friedrichshaller Straße 23 mieszkała Elisabeth (Lilly) Wust, lepiej znana jako Aimée z filmu i powieści Aimée & Jaguar, który opowiada o jej miłości do żydowskiej dziennikarki Felice Schragenheim. Duża część akcji filmu i książki odbywa się w dokładnie w tym mieszkaniu.

#### Grunewald
Ta część okręgu została nazwana tak samo jak las, który się w nim znajduje i który zajmuje większą część jego powierzchni. Od jego powstania w latach 80. XIX w. należy do najbogatszych dzielnic Berlina. Grunewald jest ukształtowany przez liczne wille, które w czasie II wojny światowej w większości nie zostały uszkodzone. Przykładem na odbudowaną willę może być Pałac Mendelssohna, który w latach 60. XX w. został wyposażony w dawne elementy budowlane i obecnie służy jako kościół joannitów. Zarówno kiedyś, jak i dziś, znajduje się tu wiele ambasad, a także rezydencji ambasadorów. Ciemną stroną Grunewaldu jest dworzec kolejowy, z którego od 1941 r. deportowano berlińskich Żydów do obozów koncentracyjnych w Europie wschodniej. O tych wydarzeniach przypomina pomnik „Gleis 17” – „Tor 17”, powstały w 1988 roku.

## Zabytki

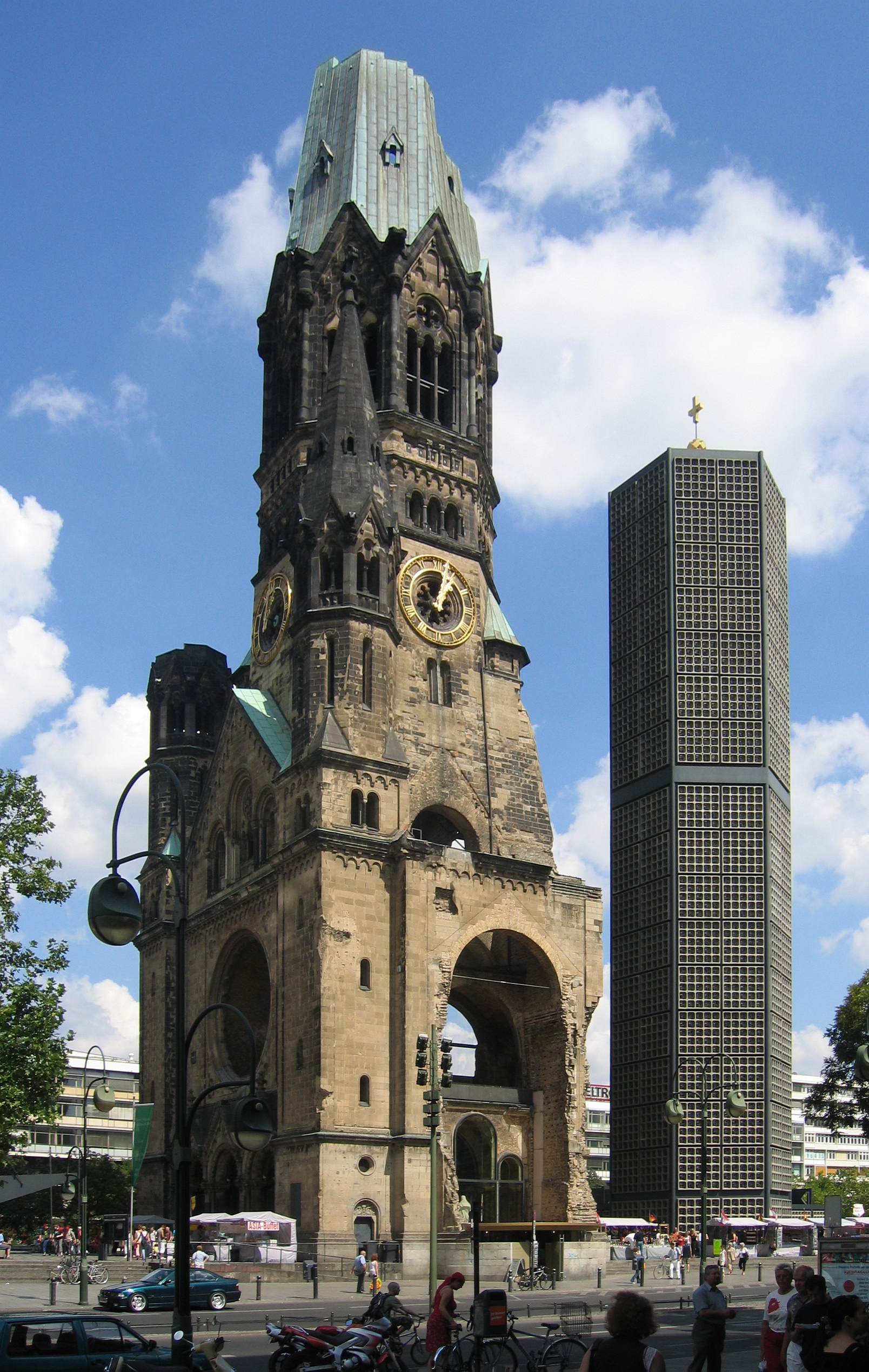
Kaiser-Wilhelm-Gedächtniskirche

### Charlottenburg
- Pałac Charlottenburg
- Breitscheidplatz z Kościołem Pamięci Cesarza Wilhelma, Europa-Center, i fontanną Weltkugelbrunnen
- Ratusz Charlottenburg
- Bikini-Haus
- Kurfürstendamm
- Niemiecka Opera w Berlinie
- Luisenkirche zaprojektowany przez Karla Friedricha Schinkela na Gierkeplatz
- Renaissance-Theater
- Theater des Westens (pol. Teatr Zachodu)
- Schiller-Theater (pol. Teatr Schillera)
- Willa Oppenheim
- Staatliche Museen zu Berlin:
  - Museum Berggruen
  - Museum für Fotografie (pol. Muzeum Fotografii) /Fundacja Helmuta Newtona
  - Sammlung Scharf-Gerstenberg
  - Gipsformerei

### Wilmersdorf
- Scena na Placu Lehninera
- Rheingauviertel
- Meczet Wilmersdorfski, najstarszy zachowany meczet w Niemczech
- Kościół na placu Hohenzollernów
- „Thaiwiese” im Preußenpark
- Pomnik Marko Marulicia na placu Juliusa Morgenrotha
- Kolonia Artystów w Berlinie

### Schmargendorf
- Kreuzkirche
- Dorfkirche
- Ratusz Schmargendorf

### Grunewald
- Grunewaldturm
- Grunewaldkirche
- Pałac Mendelssohnów
- Pomnik na Schildhorn dla Jaksy z Kopanicy
- Pomnik Gleis 17 na stacji Berlin-Grunewald

### Westend
- Berliner Funkturm (pol. Berlińska wieża radiowa)
- Targi Berlińskie i Berlińskie Międzynarodowe Centrum Kongresowe (Internationales Congress Centrum Berlin)
- Stadion Olimpijski I Olympiagelände
- Kolonia willowa Westend
- Corbusierhaus
- Stößensee

### Charlottenburg-Nord
- Miejsce Pamięci Plötzensee
- Ewangelickie centrum wyznaniowe Plötzensee ze znajdującym się w nim dziełem sztuki Taniec Śmierci (Totentanz) autorstwa Alfreda Hrdlicka
- Kościół Maria Regina Martyrum

### Halensee
- Kościół Wielkiego Mistrza
- Holtzendorff-Garage

## Transport
Przez okręg przebiegają linie metra U1, U2, U3, U7 oraz U9.

## Współpraca
Miejscowości partnerskie:
- Apeldoorn, Holandia
- Bad Iburg, Dolna Saksonia
- Budapeszt, Węgry
- powiat Forchheim, Bawaria
- Gagny, Francja
- Gladsaxe, Dania
- Karmiel, Izrael
- Kijów, Ukraina
- powiat Kulmbach, Bawaria
- Linz, Austria
- London Borough of Lewisham, Wielka Brytania
- London Borough of Sutton, Wielka Brytania
- Mannheim, Badenia-Wirtembergia
- powiat Marburg-Biedenkopf, Hesja
- Międzyrzecz, Polska
- Minden, Nadrenia Północna-Westfalia
- Or Jehuda, Izrael
- powiat Rheingau-Taunus, Hesja
- Split, Chorwacja
- Trydent, Włochy
- powiat Waldeck-Frankenberg, Hesja

## Strony internetowe
- Oficjalna strona okręgu Charlottenburg-Wilmersdorf